# Šatura
Šatura (anche traslitterata come Shatura) è una cittadina della Russia europea centrale (oblast' di Mosca), situata 124 km a est della capitale nella pianura della Meščëra sulle sponde del lago Svjatoe. Fino al 2017 era il capoluogo amministrativo del distretto omonimo.
Sul sito dell'odierna città è attestato un insediamento fin dal 1423; tuttavia, la città attuale risale solo agli anni intorno al 1920, quando iniziò lo sfruttamento dei giacimenti di torba delle vicine paludi.
Nel vicino villaggio di Torbeevka (Торбеевка) iniziò nel 1918 la costruzione di una centrale energetica alimentata con questo combustibile; un anno dopo venne fondato l'insediamento di Šaturstroj, due anni dopo quello di Černoe ozero. Nel 1928, questi tre distinti insediamenti vennero fusi in un unico insediamento che prese il nome di Šatura e che ottenne, nel 1936, lo status di città.
La cittadina è attualmente un piccolo centro industriale (mobili, alimentare). 

## Società

### Evoluzione demografica
Abitanti censiti